# Scyrotis matoposensis
Scyrotis matoposensis là một loài bướm đêm thuộc họ Cecidosidae. Loài này có ở Zimbabwe.